# Petit coliade
Eurema lisa
Espèce
Le Petit coliade  (Eurema lisa) est un  insecte lépidoptère de la famille des Pieridae de la sous-famille des Coliadinae et du genre Eurema résident dans le sud de l'Amérique du Nord et migrateur vers le nord-est jusqu'au Canada.

## Dénomination
Eurema lisa a été nommé par Jean-Baptiste Godart en 1819.
Synonyme : Xanthidia lisa Boisduval et Leconte, 1829; Eurema euterpe alba ; Dyar, 1903; Terias lisa ; Boisduval, 1836; Pyrisitia lisa,.

### Noms vernaculaires
Le Petit coliade se nomme Little Yellow ou Little Sulphur en anglais.

### Sous-espèces
- Eurema lisa lisa dans le Maine, la Floride et le Kansas.
- Eurema lisa centralis (Herrich-Schäffer, 1865) au Guatemala et au Mexique.
- Eurema lisa euterpe (Ménétriés, 1832) à Cuba et à Haïti[1].

## Description
Le Petit coliade est un papillon de taille moyenne (son envergure varie de 32 à 44 mm) aux ailes de couleur jaune vif bordées de noir chez le mâle, jaune plus clair à bordure incomplète sauf à l'apex chez la femelle.
Le revers est jaune plus vif chez le mâle, plus clair chez la femelle, avec aux postérieurs une tache rose.

### Chenille
La chenille de couleur verte est ornée de lignes latérales blanches.

## Biologie
C'est un migrateur : il est résident du Costa Rica, Guatemala, à Panama, au Mexique et jusqu'au sud du Texas et migrateur dans toute la moitié est des USA et au Canada en Ontario et dans le sud du Québec,.

### Période de vol et hivernation
Il vole en une à trois générations dans le nord de son aire, trois à quatre dans le sud du Texas, du début du printemps aux premiers froids.

### Plantes hôtes
Les plantes hôtes de sa chenille  des Cassia, Trifolium, Amphicarpa, Mimosa et Chamaecrista fasciculata.

## Écologie et distribution
Le Petit coliade est présent en Amérique du Nord, dans une zone où il est résident dans le sud des USA au Texas, et au  Mexique au Panama, au Costa Rica et au Guatemala. Dans toute la moitié est de l'Amérique du Nord il est migrateur et jusques au Canada en Ontario et dans le sud du Québec,.
Il est aussi présent à Cuba, Haïti et à la Guadeloupe.

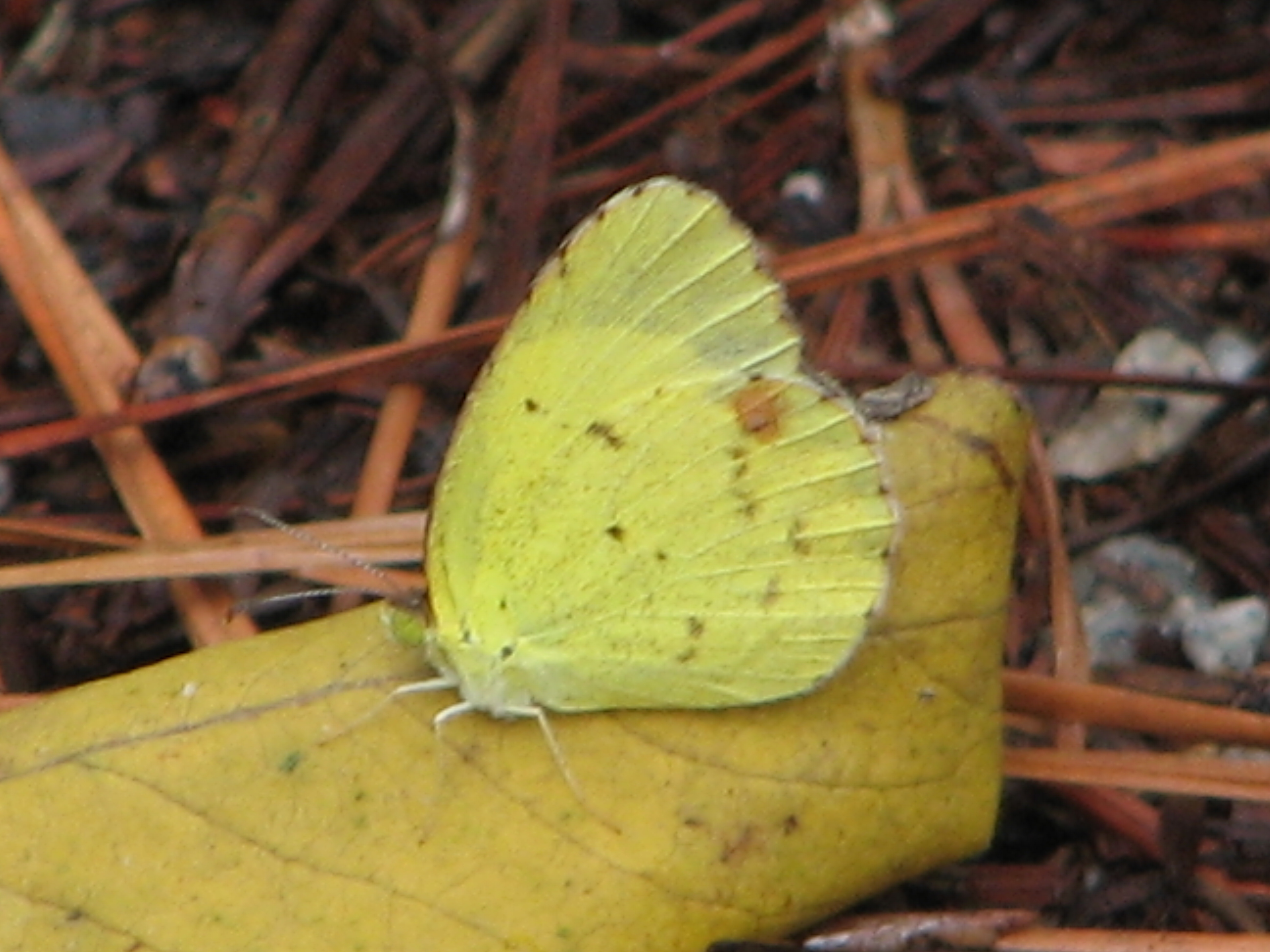
femelle de Petit coliade

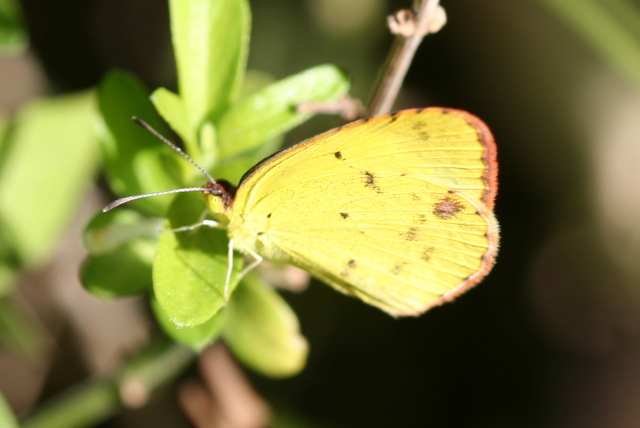
mâle de Petit coliade

### Biotope
Il réside dans les friches et le long des routes.

### Protection
Pas de statut de protection particulier.